# Banderes de micronacions
Una micronació és una entitat que té aparença de nació o estat independent, però que en realitat només existeix en paper, a internet o a la mentalitat dels seus creadors. Acostumen a ser entitats efímeres i autoproclamades que diuen ser estats sobirans independents, però que no són reconegudes com a tals per cap estat sobirà reconegut, ni per cap organització supranacional.
Aquest article documenta les bandera nacionals utilitzada per cadascuna de les micronacions, l'existència de les quals és verificable en múltiples fonts de referència de tercers no trivials, que s'han citat als articles de la Viquipèdia enllaçats per a aquestes entitats.

- Top
- A
- B
- C
- D
- E
- F
- G
- H
- I
- J
- K
- L
- M
- N
- O
- P
- Q
- R
- S
- T
- U
- V
- W
- X
- Y
- Z

## A

Imperi d'Aerica
Aeterna Lucina
Akhzivland
Regne de l'Araucania i la Patagònia
Imperi d'Atlantium
Imperi d'Austenasia

## B

Principat de Baldònia Exterior
República de la Boca[3]
Província de Bumbunga

## C

Celestia
Christiania
Conch Republic

## E

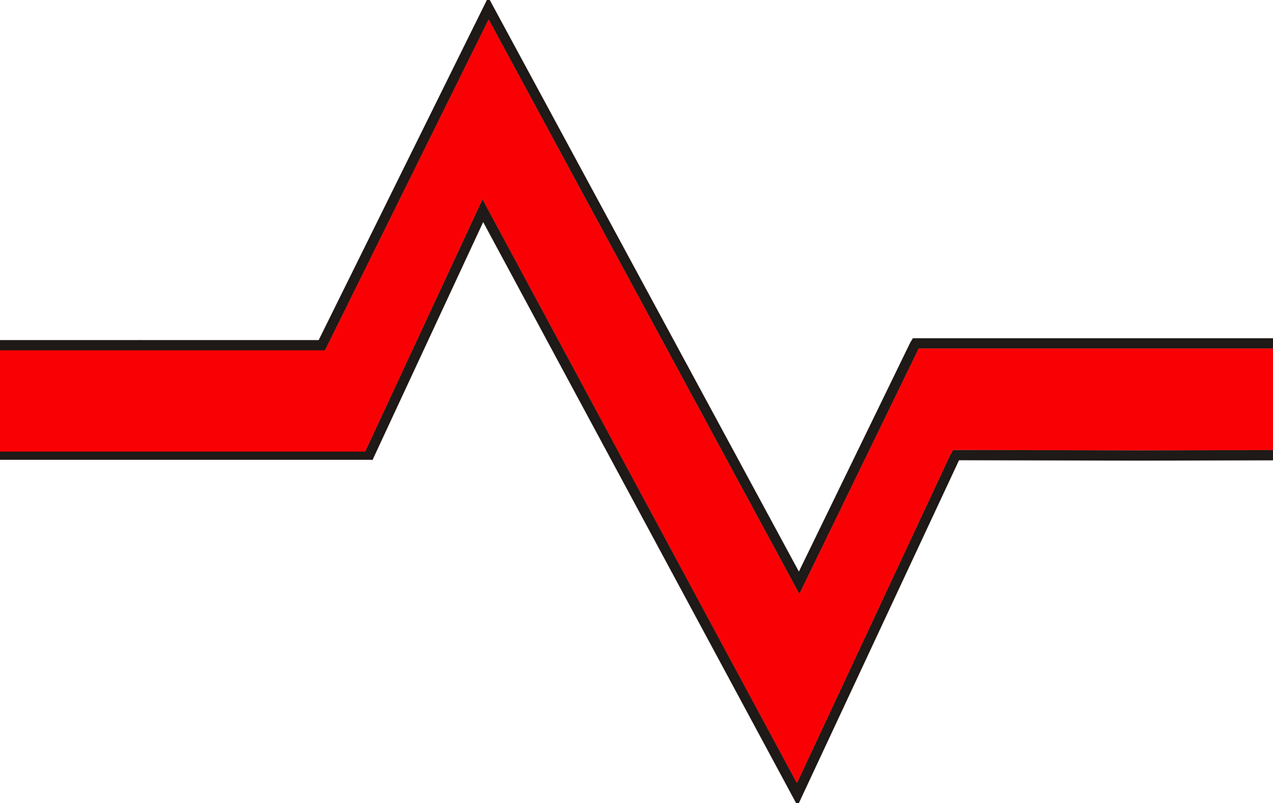
Elgaland-Vargaland
Regne d'Elleore
Regne d'EnenKio

## F

Gran Ducat de Flandrensis
Dominion de la Florida Occidental Británica
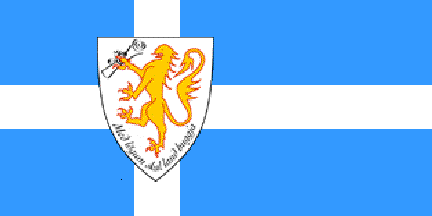
Estat Sovirà de Forvik
República de Fredonia
Principat de Freedonia
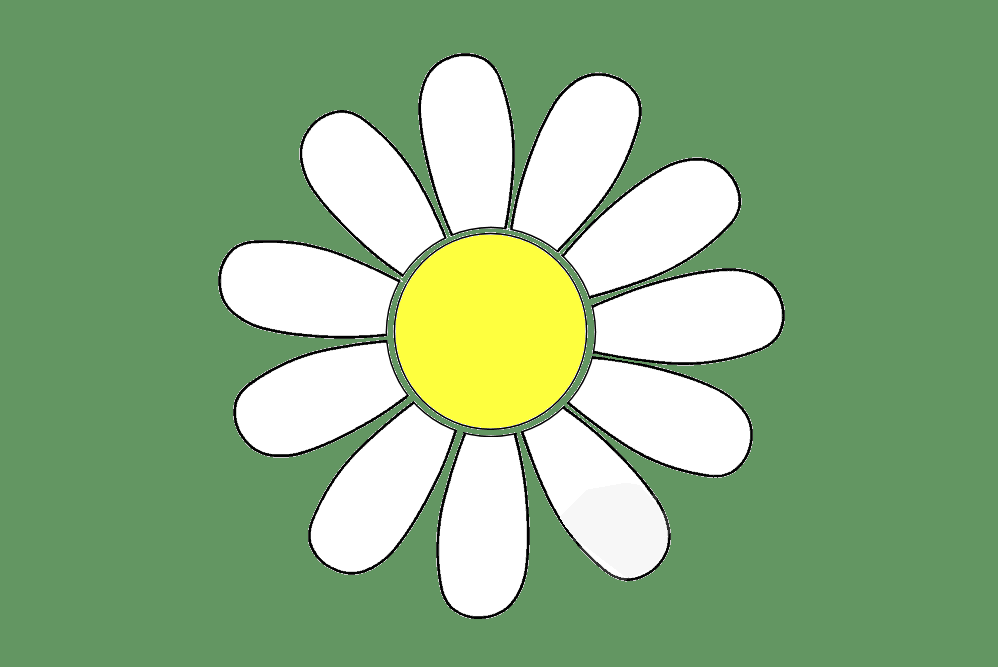
Frestonia

## G

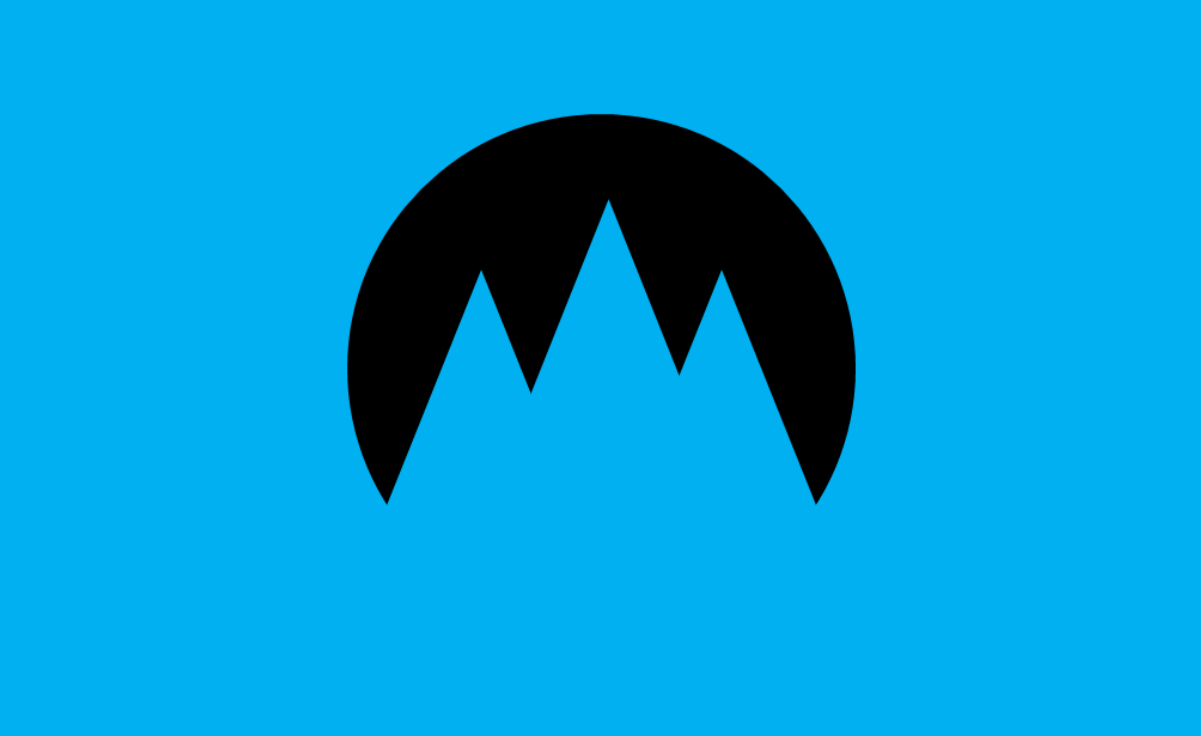
República Glaciar

## H

Regne de la Humanitat

## I

Estat lliure d'Icària
República de l'Illa de les Roses
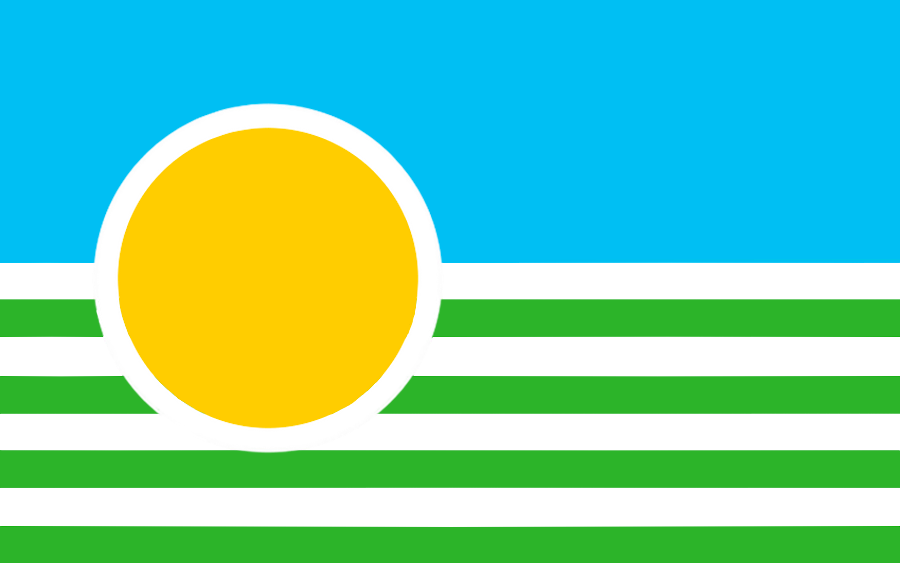
Principat d'Islàndia

## J

República de Jamtland[4]

## L

Ladonia
Gran Ducat de les Illes Lagoan
República Lliure de Liberland
Regne de Lovely

## M

Principat de Marlborough
República de Minerva
República de Molossia
República de Morac-Songhrati-Meads
Sultanat de M'Simbati
República de Murrawarri

## N

Nova Atlàntida
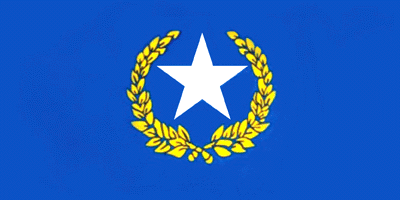
Principat de Nova Utopia
Nova Roma
Nutopia

## P

República de Parva Domus Magna Quies
República de Perloja
Principat de Pontinha
Principat de la Província del Riu Hutt

## R

Regne Gai-Lèsbic de les Illes del Mar del Corall[5]
Regne de Redonda
Illes Refreshment
Imperi Romanov

## S

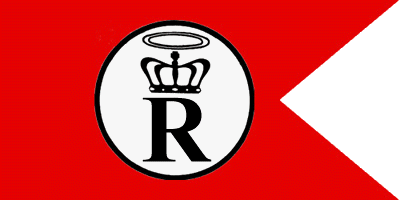
Sacre Imperi de Reunió
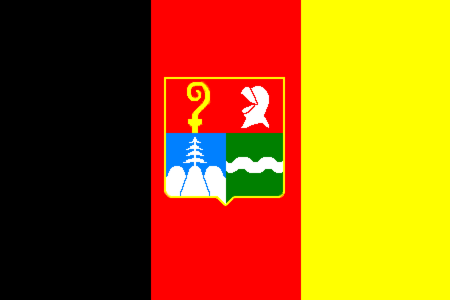
República de Saugeais
Principat de Sealand
Principat de Seborga
Regne de Sedang
Regne de Sudan del Nord[6]

## T

Regne de Talossa
Regne de Tavolara
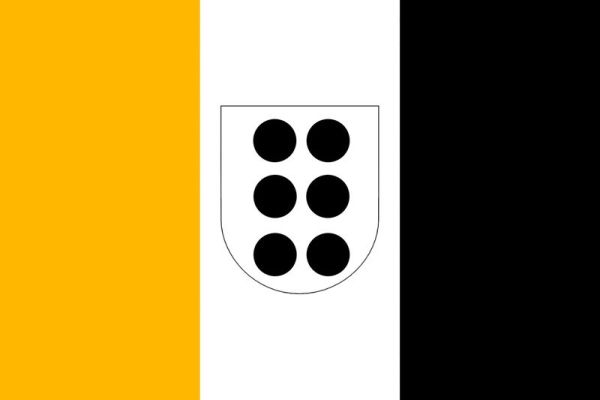
República Senatorial de Timeria
Principat de Trinidad

## U

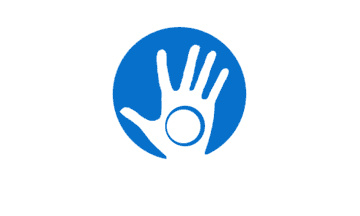
República d'Užupis

## V

Regne de Valàquia
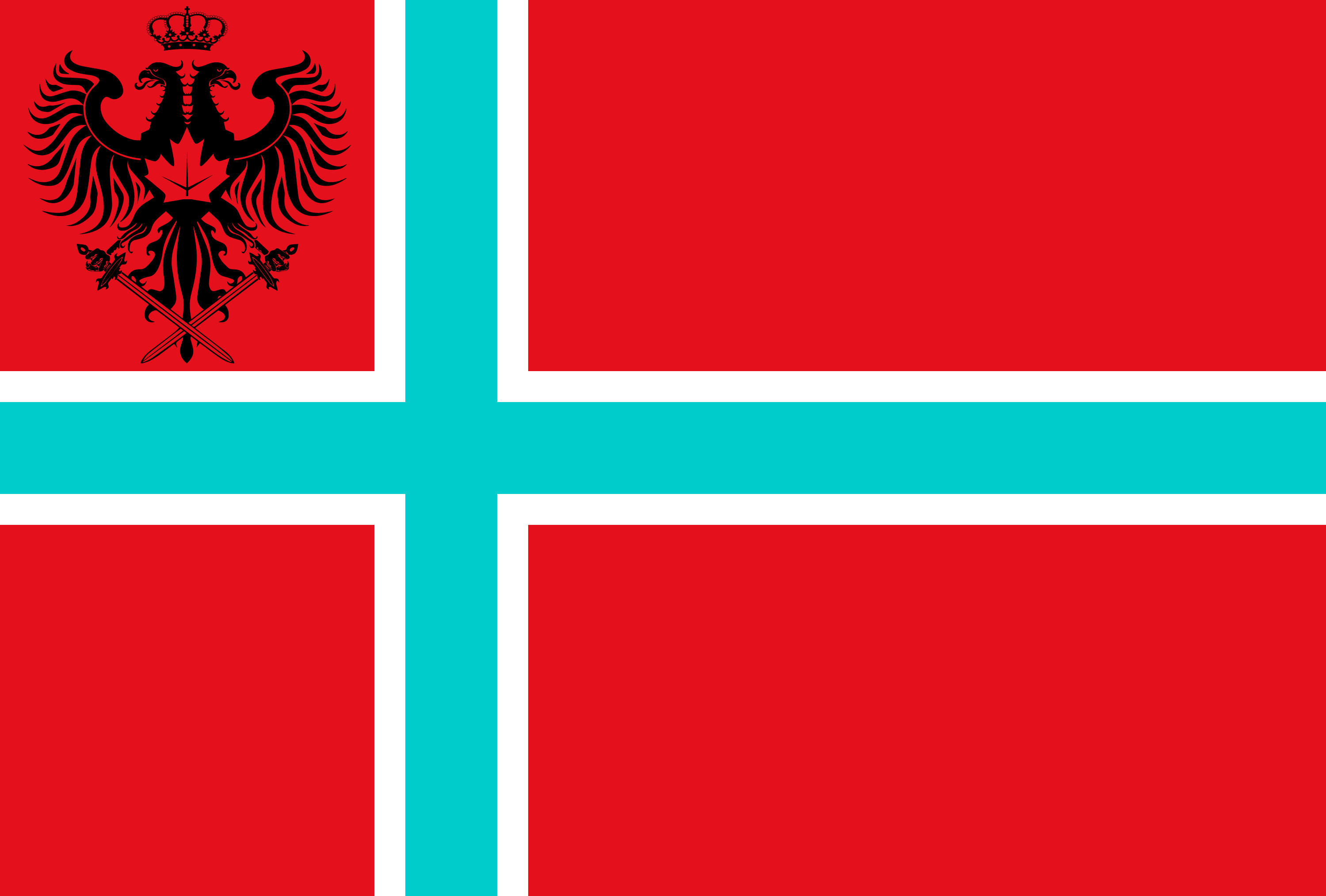
Regne de Vikesland

## W

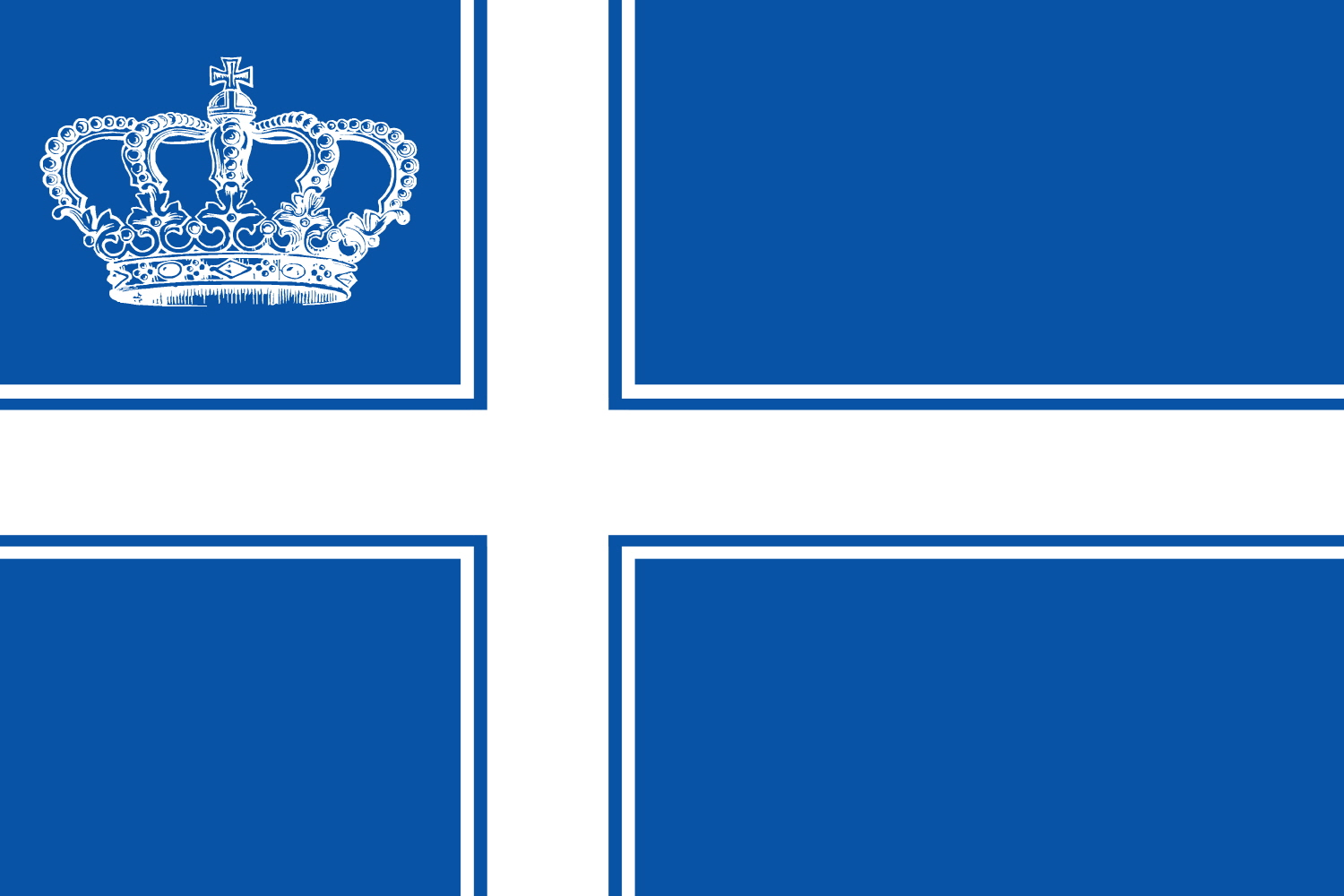
Gran Ducat de Westarctica
Wirtland
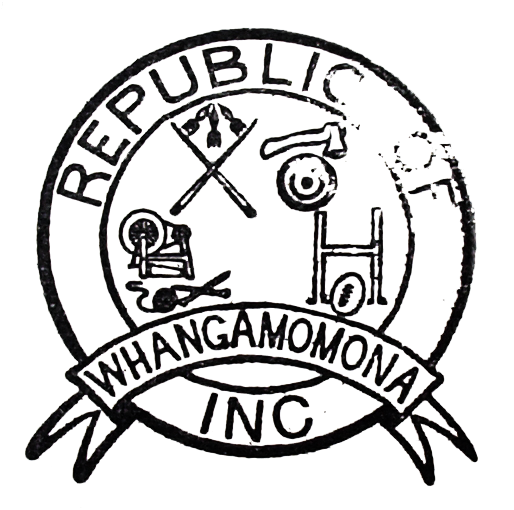
Whangamomona